# Urbanice (Pardubicei járás)
Urbanice település Csehországban, a Pardubicei járásban. Urbanice Sovolusky, Turkovice, Holotín, Choltice és Lipoltice településekkel határos. Lakosainak száma 65 fő (2024. január 1.).

## Népesség
A település lakosságának változását az alábbi diagram mutatja:
| Lakosok száma | 197  | 200  | 168  | 147  | 105  | 67   | 66   | 66   | 63   | 65   |
|               | 1869 | 1890 | 1921 | 1950 | 1980 | 2001 | 2017 | 2019 | 2022 | 2024 |